# Pleon (Krebse)
Das Pleon ist der nach vorn und rückwärts bewegliche hintere Körperabschnitt (oder Tagma) bei den Höheren Krebsen (Klasse Malacostraca). Meist wird es, obwohl anatomisch umstritten, mit dem Abdomen gleichgesetzt.

Körpergliederung eines Höheren Krebses (Malacostraca, Eumalostraca)

Das Pleon besteht aus zwei Teilen. Der an den vorderen Rumpfabschnitt oder Pereion mit den Laufbeinpaaren (und ggf. den Scheren) anschließende größere Teil besteht aus sechs beintragenden Segmenten, den Pleomeren. Auf diese folgt das nicht-segmentale, gliedmaßenlose Telson mit der Afteröffnung (gegliederte Anhänge des Telson selbst, als Furca bezeichnet, kommen bei den Malacostraca im Gegensatz zu anderen Krebstieren niemals vor). Nur bei den Phyllocarida (mit der einzigen rezenten Ordnung Leptostraca) ist dazwischen ein gliedmaßenloses, siebtes Pleomer eingeschaltet, diese besitzen also ein sichtbares Segment mehr als die Eumalacostraca. Die Gliedmaßen der Pleomeren werden als Pleopoden bezeichnet, das sechste und letzte Paar, das immer abweichend von den anderen geformt ist, als Uropoden.
Traditionell wird die Grenze zwischen Thorax und Abdomen bei den Krebsen durch die Lage der Gonoporen definiert. Demnach wäre das Pleon ein echtes Abdomen.
Durch Untersuchung der Ausprägung der Hox-Gene konnte aber wahrscheinlich gemacht werden, dass die Pleomere nicht den Abdominalsegmenten der Insekten, oder denen der anderen Krebstiere, homolog sind. Pleon und Pereion stellen also im Wesentlichen zwei gegeneinander differenzierte Rumpfabschnitte dar. Möglicherweise ist das siebte Pleomer der Phyllocarida als Rudiment dem Abdomen der anderen Krebstiere homolog.
Der große Pleonmuskel der Höheren Krebse ermöglicht ein ruckartiges Zusammenziehen, wodurch das Tier, vor allem bei Arten mit großem Schwanzfächer, sehr schnell nach hinten katapultiert wird. Dieser Muskel bildet das kommerziell gehandelte Krebsfleisch zum Beispiel der „Nordseekrabbe“.